# 吴殿甲
吴殿甲（1917年2月—2016年1月22日），内蒙古武川县人，中国人民解放军开国大校。

## 生平
17岁时在学校秘密藏书室里第一次读到《马克思传》和《共产党宣言》，思想上受到巨大震撼。为了寻找共产党，他在学校与几位进步青年共同成立了学生读书会“小喇叭社”。1937年3月参加牺盟会。任绥远省牺牲救国同盟会委员
抗战时，1937年10月入党。牺盟总会派决死队派鲍熙珩、吴殿甲到沁水县建立人民武装自卫队。吴殿甲临行时中共山西省(公开)工委指示吴到沁水做抗日工作的同时，开展党的活动，建立党的组织。沁水县牺盟会在县城文庙召开会议，宣布沁水县人民武装自卫队成立，鲍熙珩任队长，吴殿甲任副队长。吴殿甲到达沁水后，为建立沁水县党组织做了大量的准备工作，并到晋城向中心县委请示建立沁水县工委有关事宜。1937年10月25日，晋城中心县委书记刘尚之到沁水，在沁水县人民武装自卫队驻地城隍庙召开秘密会议，宣布中共沁水县工委成立，吴殿甲任书记。沁水县工委成立后，主要以沁水县人民武装自卫队为掩护开展党的工作。后任民族革命大学六分校游击队队长。1940年2月，保十团缩编为山西新军决死第三纵队第七团第三营任营长。晋冀鲁豫边区襄垣县抗日民主政府县长。写了并发表《襄桓李来成的新式家庭是怎样建立的》一文中介绍了当时晋东南根据地李来成一家在生产热潮中所体现出来的新举措与新家风，提出了“新式家庭”的说法，开启了解放区推行的新式家庭建设运动，在新秧歌剧等解放区文艺作品中有明确投射。1944年8月9日，《解放日报》推出《襄垣李来成的新式家庭是怎样建立起来的》。1944年8月25日《解放日报》就山西襄垣李来成建立新式家庭一事发表社论《发扬根据地新式家庭》。1944年8月31日，毛泽东给解放日报社社长秦邦宪的信提出：“没有社会活动(战争、工厂、减租、变工队等)，家庭是不可能改造的。襄垣李来成家的改造，正是在社会群众运动的大浪潮中才获得。农村家庭从封建到民主的改造，不能由孤立的家庭成员从什么书上或报上看了好意见而获得，只能经过群众运动。”抗战后期任八路军决九团政委。1945年初决九团扩编为2个营8个连的乙种团(包括5个营属连、1个机炮连、1个特务连)，团长贾定基，政委吴殿甲，参谋长杨一清，政治处主任张向善。
抗战胜利后，任太行军区赴东北干部第三团团长，1945年10月13日率领太行三分区300余干部赴东北。按照吉辽省委的分配，1946年4月2日晚，吴殿甲带领赵佩云、韩艾英等12人到舒兰县城，任中共舒兰县委书记兼东北民主联军吉林军区舒兰县保安团政委、吉北军分区独立第一团政委。东北军政大学吉林分校政治部主任。随分校并入齐齐哈尔总校后任东北军政大学第四团政治处主任。1949年8月东北军事政治大学校部及第一、二、三、五团随四野总部机关南下武汉，改称华中军政大学；8月25日，留在齐齐哈尔的第四团与辽东、辽西、热河三个省军区教导大队及四野后方第一、第三医院合并，在原址改建为东北军区军政干部学校，伍修权兼任校长，周桓兼任政治委员，刘子仪任第一副校长，彭施鲁任第二副校长，朱士焕任副政治委员，吴殿甲任政治部主任。
中华人民共和国成立后，任中国人民解放军第七步兵学校(齐齐哈尔步兵学校)政委(1955年1月—1958年3月)、吉林省军区副参谋长、吉林省军区顾问。
1955年被授予大校军衔。荣获二级独立自由勋章和二级解放勋章。1983年离休。1987年5月同吉林省军区长春第四离职干部休养所的其他三位老红军一道被吉林大学聘为荣誉辅导员。